# 賞勳局
賞勳局（日语：／）是日本內閣府的內部部局之一，負責勳章、獎章與榮典等相關事務的管理。該局於1876年（明治9年）10月12日在《太政官達第96號》的規定下在太政官正院下以賞勳事務局的名義成立。內閣制度施行後，該局又於1886年（明治19年）3月30日因《敕令第10號》的規定而改隸內閣管理。1949年（昭和24年）6月間，原隸屬於內閣總理大臣官房的賞勳局（當時為賞勳部）改編入甫成立的總理府，進而成為總理府賞勳局。2001年（平成13年）實施中央省廳再編時再改由內閣府管轄。

## 歷任總裁
- （兼）表示兼任，（代）表示職務代理

### 賞勳局長官
- 伊藤博文：明治9年12月26日至明治11年3月5日

### 賞勳局總裁
- 三條實美：明治11年3月5日至明治16年6月25日
- 柳原前光：明治16年6月25日至明治24年3月27日
- 西園寺公望：明治24年9月4日至明治27年5月10日
- （兼）西園寺公望：明治27年5月10日至明治27年10月3日
- 大給恆：明治28年8月6日至明治42年2月23日
- 正親町實正：明治42年2月23日至大正7年5月27日
- （兼）兒玉秀雄：大正7年6月1日至大正7年9月29日
- 兒玉秀雄：大正7年9月29日至大正10年12月21日
- 正親町實正：大正10年12月21日至大正12年6月26日
- 仙石政敬：大正12年6月26日至大正14年6月8日
- （代）江木翼：大正14年6月8日至大正14年8月2日
- （代）塚本清治：大正14年8月2日至大正14年9月16日
- 宇佐美勝夫：大正14年9月16日至昭和2年5月27日
- 天岡直嘉：昭和2年5月27日至昭和4年7月10日
- 下条康麿：昭和4年7月10日至昭和15年12月4日
- 瀬古保次：昭和15年12月4日至昭和23年8月4日

## 註記
1. ↑  又稱為太政官布告（だじょうかんふこく），是明治初期的一種法令形式，主要由太政官負責發布